# Olga Jewgenjewna Welitschko
Olga Jewgenjewna Welitschko (russisch Ольга Евгеньевна Величко; * 20. November 1965 in Wladikawkas, Russische SFSR) ist eine ehemalige russische Florettfechterin.

## Erfolge
Olga Welitschko gewann zunächst bei den Weltmeisterschaften 1985 in Barcelona mit der Mannschaft Bronze, ehe sie im Jahr darauf mit dieser in Sofia Weltmeisterin wurde. 1989 folgte in Denver der Titelgewinn im Einzel, zudem wurde sie im Mannschaftswettbewerb Zweite. In Lyon sicherte sie sich 1990 im Einzel Bronze und mit der Mannschaft nochmals Silber. 1991 wurde sie in Budapest zum dritten Mal in Folge Vizeweltmeisterin mit der Mannschaft. 1998 gelang ihr in Plowdiw mit der Mannschaft auch der Titelgewinn bei den Europameisterschaften. Im Einzel gewann sie Bronze. Zweimal nahm sie an Olympischen Spielen teil: bei den Olympischen Spielen 1992 in Barcelona trat sie für das Vereinte Team an, mit dessen Mannschaft sie als Vierte knapp einen Medaillengewinn verpasste. Im Einzel belegte sie Rang zehn. Vier Jahre darauf schloss sie in Atlanta die Einzelkonkurrenz auf dem 16. Platz ab, während sie mit der Mannschaft Sechste wurde.
Welitschko focht für ZSKA Moskau. Sie war verheiratet mit dem Fechter Anwar Ibragimow.